# Fermín Canella
Fermín Canella Secades (Oviedo, 7 de julio de 1849-Oviedo, 22 de marzo de 1924) fue un jurista, escritor asturianista y cronista español, rector de la Universidad de Oviedo.

## Biografía
Fue hijo de Benito Canella Meana, secretario de la Universidad de Oviedo y escritor en bable, y se crio en la calle San Francisco. La familia Canella era originaria de Sobrescobio. Cursó estudios de Derecho (civil y canónico) y Filosofía y Letras en la universidad. Una vez finalizada la carrera se doctora en Derecho en 1871 por la misma universidad.
En 1866 queda vinculado a la Universidad de Oviedo como profesor auxiliar hasta que obtiene tras una oposición la cátedra de Ampliación del Derecho civil y Códigos en 1876. En 1871 había sido designado miembro correspondiente de la Real Academia de Historia, y en 1873 en la de Jurisprudencia y Legislación. En 1906, tras treinta años como catedrático es nombrado rector de la Universidad ocupando el puesto de Félix Aramburu y Zuloaga.
En 1914 es nombrado senador del distrito universitario por lo que debe renunciar al rectorado.

## Obra
Se inicia en el mundo del periodismo en 1866 cuando coofunda El Apolo. Sigue durante toda su vida  colaborando con diferentes periódicos tanto regionales como estatales. Así pueden destacarse sus colaboraciones en La Ilustración Gallega y Asturiana, El Faro Asturiano, El Porvenir de Asturias, El Eco de Asturias, Revista de Asturias y El Carbayón.

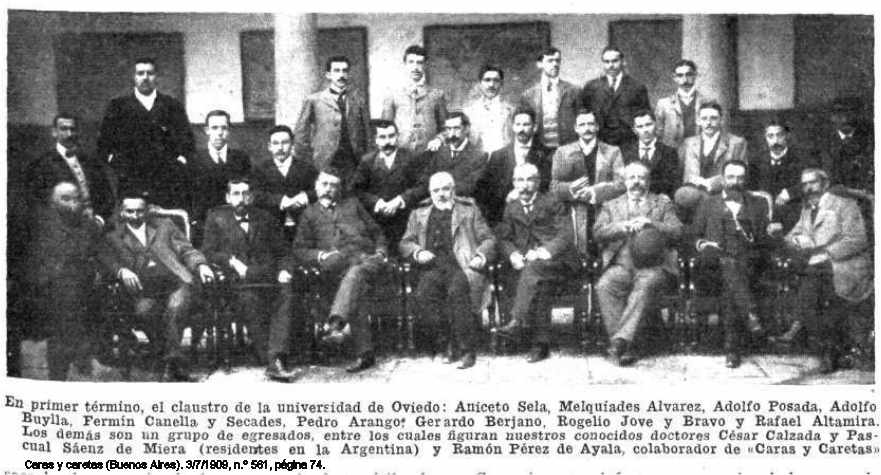
Universidad de Oviedo 1909 Fermín Canella Secades al centro sentado.

Junto con su labor de periodista ejerció de abogado pero su principal campo de trabajo fue el estudio de las costumbres e historias de Asturias. Así de esta forma recapitula numerosas costumbres, folclore o cultura popular de los pueblos asturianos así como la historia de Oviedo o la Universidad. Esta labor de historiador tiene su punto más álgido con la creación junto con su amigo Octavio Bellmunt de «Asturias» (1895-1900) que se subtitulaba «Su historia y monumentos - Bellezas, recuerdos y costumbres - El Bable - Asturianos ilustres - Agricultura e industria - Estadística». Este libro es una obra cumbre de la historia de Asturias pues en sus tres volúmenes y sus más de mil trescientas hojas refleja gran parte de la historia de la región. Esta magna obra tuvo la colaboración en menor medida de diferentes escritores.
Otras de sus obras fueron: 
- Noticia del pintor asturiano Juan Carreño de Miranda, 1870
- Origen, carácter y juicio crítico de las Cortes de Castilla, 1871
- Historia de la Universidad de Oviedo, 1873
- Historia de la enseñanza del Derecho Civil español, 1877
- El Carbayón: recuerdos históricos de Oviedo, 1880
- El Príncipe de Asturias. Apuntes históricos, 1880
- Cartafueyos D'Asturies, 1884.
- Ara inscripcional de Santa María del Naranco, 1884
- Compilación de las leyes y demás disposiciones relativas a la conservación de los objetos artísticos e históricos, 1884
- Saber popular: Folklore asturiano, 1884
- Reseña histórica de la Sociedad Económica de Amigos del País de Asturias, 1886
- Noticias biográficas de D. Juan N. Cónsul y Requejo, 1886
- La iconoteca asturiano-universitaria, 1886
- Estudios Asturianos, 1886
- Dos estudios sobre la vida de Jovellanos, 1886
- Poesías selectas en dialecto asturiano, 1887
- La Biblioteca asturiana, 1887
- El libro de Oviedo, 1887
- Rudimentos de Derecho, 1892
- Nociones de Derecho usual español, 1894
- Asturias, 1895 (junto con Octavio Bellmunt
- Historia de Llanes y su concejo, 1896
- Don Carlos González Posada: notas bio-bibliográficas, 1898
- Guía General del viajero en Asturias (junto a Bellmunt), 1899
- Instituciones históricas asturianas, 1902-1904
- Catecismo de instrucción cívica, 1903
- Los gremios asturianos, 1903
- Martínez Marina y su tiempo, 1905
- ´ Filosofia inversa 1912
- Memorias asturianas del año ocho, 1908
- Historia bio-bibliográfica de la literatura jurídica española, 1911
- Historia documentada de la organización, gobierno y administración de Asturias, 1911
- La torre enferma, 1911
- Representación asturiana administrativa y política desde 1808 a 1915. oviedo. 1915.
- Noticias de la antigua Cofradía de los Xastres o de Nuestra Señora de la Balesquida, 1915
- De Covadonga; contribución al XII centenario, 1918
- Discursos rectorales, 1918
- Las instituciones culturales y méritos de D. Ezequiel, D. Fortunato y D.ª Francisca de Selgas, 1924

## Distinciones
- En 1906 fue declarado «hijo predilecto» de Oviedo por el ayuntamiento.
- Miembro de la Real Academia de la Historia, Academia Española, Bellas Artes y de las Buenas Letras de Barcelona y Sevilla.
- Presidente de la Comisión Provincial de Monumentos
- Vocal del Ilustre Colegio de Abogados de Oviedo
- Una céntrica calle de Gijón lleva su nombre